# Hoax Slayer
Hoax Slayer est un site Internet australien de vérification des faits.

## Histoire

### Création
Le site est créé en 2003 par plusieurs anciens salariés de Yahoo. Le directeur est Brett M. Christensen.

### Cas mémorables
Le site a démystifié plusieurs affirmations par rapport au vol Malaysia Airlines 370.

### Fermeture
Le site annonce sa fermeture en 2021.